# 會議廳 (清末)
會議廳，學界又稱行政會議廳，1907年起大清各省督撫衙署下設的行政合議機構，令省級各名大官及其幕職有了一個正式的政府內部議政場所，取替了過往督撫依賴幕客（私人性質，並非奏設官職）獻策再由督撫獨斷決策的模式。
會議廳下設兩科，督撫掌任免大權。參事科研究政策，由省級各名大官及其幕職共十餘人組成；審查科審議各省諮議局呈報之決議案，由省級大官、法官及司法官僚、士紳共十餘人組成。

## 背景
會議廳之設立與清末立憲運動和清末新政適切相關。第一條相關法律條文是1907年7月《直省官制通則》。
代表士紳民意的諮議局所通過的決議案都必須由會議廳審查，但大清翰林院仕讀吳士鍳擔憂諮議局阻礙行政，1910年2月憲政編查館頒《议复吴士鉴奏请申明议案权限折》，指谘议局只是「谘议局只能任决议，而不能强迫督抚施行」。憲政編查館在1910年9月《頒行各省會議廳規則折》擴大了督撫對會議廳的掌控，並明定會議廳的職責與架構。

## 引用文獻
1. ↑  关晓红（2007）. 独断与合议:清末直省会议厅的设置及运作;历史研究,2007年06期,65-81頁.
2. ↑  曽田三郎（1999）. 清末省政治制度改革, 收錄於《近代の中国地方自治と国民統合に関する史的研究》（曽田三郎編）, pp3-18.
3. ↑  王樹槐(1978). 清末民初的江蘇省諮議局與省議會，國立台灣師範大學歷史學報，1978年第6期，313－333頁。
4. ↑  《政治官报》第821号，1910年2月6日，第7－9页。